# Swi Tong Corporation
Swi Tong Corporation ist ein Unternehmen und ehemaliger Hersteller von Automobilen aus der Republik China (Taiwan).

## Unternehmensgeschichte
Das Unternehmen wurde 1956 in Tainan gegründet. Die Produktion von Automobilzubehör wie Bremsen und Kupplungen begann. In den 1960er Jahren kamen Rikschas dazu, und 1981 Automobile. Der Markenname lautete nach zwei Quellen Sui Tong, laut einer anderen Quelle Cub. Es bestand eine Zusammenarbeit mit Convenient Machines Inc. aus New York, die das Modell in den USA anboten. Geplant war, jährlich 10.000 Fahrzeuge herzustellen. Etwa 1984 endete die Automobilproduktion.

## Fahrzeuge
Ab den 1960er Jahren entstanden Rikschas.
Das Modell Cub erschien 1981. Dies war ein Dreirad mit vorderem Einzelrad. Die Hinterräder waren teilweise abgedeckt. Die geschlossene Karosserie mit zwei seitlichen Türen und großer Heckklappe bestand aus Fiberglas und bot Platz für zwei Personen. Ein luftgekühlter Einzylindermotor mit 400 cm³ Hubraum ermöglichte eine Höchstgeschwindigkeit von 80 km/h.
Im Bruce Weiner Microcar Museum befand sich ein Fahrzeug, das als Cub Commuter bezeichnet wurde.